# Вербатим
Верба́тим (от лат. verbatim — дословно), или документальный театр — вид театрального представления, возникший в XX веке. Типологически соответствует литературе нон-фикшн. Спектакли театра вербатим полностью состоят из реальных монологов или диалогов участников или свидетелей каких-либо событий, перепроизносимых актёрами.

## История
К зачаткам документального театра относят деятельность театрального коллектива «Синяя блуза» в 1920-х годах в СССР. В 1920 году Всеволод Мейерхольд поставил спектакль по пьесе Эмиля Верхарна «Зори», в котором зрители выполняли роль массовки, в то время как актёры разбавляли сценический текст актуальными новостями за прошедший день. 
В 1925 году немецкий режиссёр Эрвин Пискатор поставил спектакль «Несмотря ни на что» («Вопреки всему») о Ноябрьской революции 1918 года, в основе которого были стенограммы выступлений в рейхстаге и судебного процесса над Карлом Либкнехтом. Так возник художественный метод вербатим — произнесение со сцены реальных монологов/диалогов участников каких-либо событий. 
Известными примерами данного жанра являются пьеса Петера Вайса «Дознание» (1965), которая собрана из протоколов судебного процесса над сотрудниками администрации Освенцима, и пьеса Кэрил Черчилл «Светит солнце над Бакингемширом», основанная на протоколе дебатов в Патни времени Английской революции XVII века (1976). Позже большой успех имели спектакли по пьесам Кэрил Черчилл «Серьезные деньги», Стивена Долдри «Язык тела», Элиз Доджсон «Родина-мать».

## В России
Данный жанр был использован в спектакле телевизионного политического театра «Почему убили Улофа Пальме?» (1987) драматургами Георгием Зубковым и Андреем Красильниковым. 
В жанре вербатим работает московский Театр.doc: спектакли «Первый мужчина» Елены Исаевой, основанный на интервью женщин об их отцах, «Заполярная правда», «Новая Антигона», основанная на интервью матерей детей Беслана и пр.
В жанре вербатим также поставлены спектакли:
- 2000 — «Угольный бассейн» Константина Галдаева и Юрия Груздева (Кемеровский театр-студия «Ложа»)
- 2011 — «Это тоже я. Вербатим»[3] (Театр Практика, реж. Дмитрий Брусникин, Юрий Квятковский)
- 2013 — «Лакейская»[4][5] (Театр Маяковского, реж. Григорий Добрыгин)
- 2016 — «Отпуск без конца» (Московский драматический театр имени А. С. Пушкина, реж. Андрей Стадников)[6].
- 2017 — «Транссиб» (Театр Практика, реж. Дмитрий Брусникин, Сергей Щедрин)
- 2017 — «Я маленький» (Московский театр поэтов, реж. Рита Саар)
- 2018 — «Москва. Дословно» (Театр Маяковского, реж. Никита Кобелев)
- 2018 — «Вербатим TV» (ГРДТ им. Бестужева, реж. Егор Матвеев)

## Создание спектаклей
Техническая сторона в настоящее время, в основном, состоит в том, что актер берет интервью у любого человека («донора») как журналист. Человек должен быть достаточно открытым и не защищаться от задаваемых вопросов («не ставить пластинку»), в противном случае актёру нужно повторять вопросы заново, чтобы человеку пришлось отвечать по-другому. Можно честно и открыто говорить «донору» подробно о цели вопросов, о проекте, с малозначительными деталями.
Актёр при этом старается выявить у него болевые точки, а также, что он думает о фундаментальных жизненных понятиях — счастье, любовь, семья и т.д. Актер при этом получает опыт режиссёрской работы с точки зрения психологии, написания сценария, считывания и создания образа. Все это записывается на видео или аудио и в дальнейшем изучается образ человека с целью его точной передачи зрителю.
При показе актёр использует неприкосновенный текст, который, в основном, не подлежит редактированию, его нельзя украсить, причесать или дополнить. Рабочим материалом становится не только сам текст, но и психологический портрет героя, зачастую скрывающийся не в словах — в паузах, в повторах или оговорках.